# Барбара Бранденбургская
Барбара Бранденбургская (нем. Barbara von Brandenburg; 30 мая 1464, Ансбах — 4 сентября 1515, Ансбах) — королева Чехии и Венгрии.

## Биография
Барбара была дочерью бранденбургского курфюрста Альбрехта III от второго брака с Анной Саксонской. 11 октября 1472 года в возрасте 8 лет Барбара была выдана замуж в Берлине за Генриха XI Глогувского, который был старше её на 30 лет. Четыре года спустя Генрих скончался, детей у пары не было.
В том же году Барбара вышла замуж во второй раз, за чешского короля Владислава II. Свадьба по доверенности состоялась во Франкфурте, Владислав рассчитывал посредством этого брака получить Глогувское княжество. Однако этого не получилось, и Владислав, потеряв интерес к браку, стал строить новые планы по женитьбе.
25 апреля 1492 года Барбара освободила Владислава от всех обязательств касательно брака и написала в Рим с просьбой о разводе. Владислав, чувствуя себя свободным, женился на Беатрисе Арагонской (вдове венгерского короля Матьяша Хуньяди), а Барбара хотела выйти замуж за некоего Конрада фон Хейдека. Однако братья Барбары, не желая допустить этого брака, увезли её в Плассенбург, где она и провела много лет в заключении.
В 1493 году римский папа назначил комиссию для расследования обстоятельств второй женитьбы Владислава. 7 апреля 1500 года папа Александр VI объявил брак Владислава и Беатрисы незаконным.
Похоронена в Хайльсброннском монастыре под Ансбахом.